# Alan Gillis
Pour les articles homonymes, voir Gillis.
Alan Gillis, né le 22 septembre 1936 dans le comté de Kildare et mort le 6 mai 2022 à Naas, est un agriculteur et un homme politique irlandais. Il est président de l’Association des Agriculteurs irlandais de 1990 à 1994.

## Biographie
Il est élu au Parlement européen lors des élections européennes de 1994 pour la circonscription électorale du Leinster. Pendant son mandat européen il est membre du Commission sur l’Agriculture et le développement rural.
Il perd son siège lors de l’élection européenne de 1999 au profit d’une députée de son parti politique Avril Doyle.
Il se présente, sans succès, aux élections générales irlandaises de 2007 dans la circonscription électorale de Kildare Sud.